# Ескиджийци
Ескиджийци или Искиджийци, Ексиджи махала, Ескиджа или Ескидже (на гръцки: Χαλάσματα) е бивше село в Република Гърция, разположено на територията на дем Синтика, област Централна Македония.

## География
Ескиджийци е било разположено на в Петричко-Санданската котловина в северното подножие на Сенгелската планина (Ангистро или Цингели) на границата с България, източно от Драготин (Промахонас) и южно от бившето село Райковци.

## История

### В Османската империя
В края на XIX век Ескиджийци е малък чифлик, спадащ към Демирхисарската каза на Серски санджак. В „Етнография на вилаетите Адрианопол, Монастир и Салоника“, издадена в Константинопол в 1878 година и отразяваща статистиката на населението от 1873 година, Ескиджи (Eskidji) е посочено като село с 24 домакинства и 52 жители мюсюлмани.

### В Гърция
През Балканската война селото е освободено от Седма пехотна рилска дивизия на българската армия, но след Междусъюзническата война от 1913 година остава в пределите на Гърция.
В 1968 година местността е преименувана на Халасмата.